# 1288 w polityce

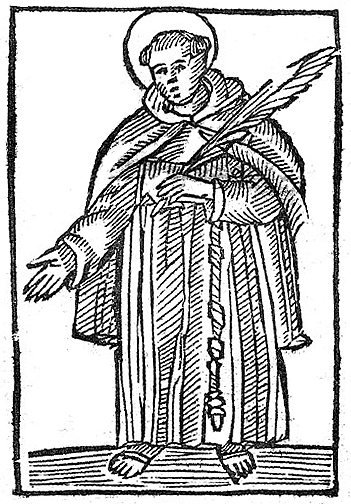
Franciszek ze Spoleto

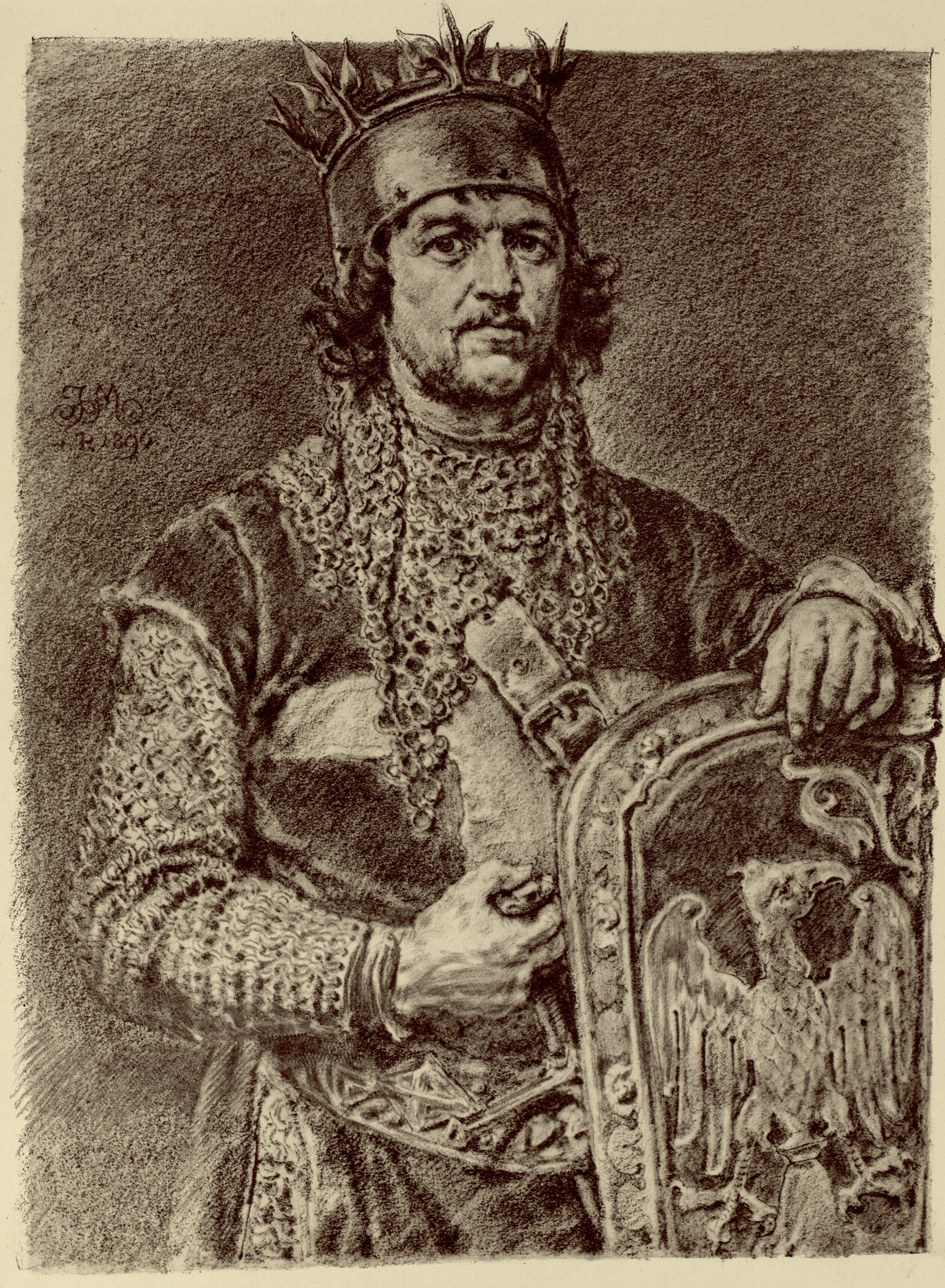
Leszek Czarny

Wydarzenia polityczne w 1288 roku.

## Wydarzenia
- Księciem krakowskim został Henryk IV Probus[1][2].

## Zmarli
- Franciszek ze Spoleto, włoski franciszkanin, męczennik.
- Leszek Czarny, książę krakowski[3].